# 조각가자리
조각가자리(彫刻家자리, Sculptor, [ˈskʌlptɚ])는 남쪽 하늘의 작은 별자리로, 라카유(Nicolas Louis de Lacaille)에 의해 도입되었으며, 조각실자리(彫刻室자리)로도 불린다. 라카유는 조각가의 작업장을 따라 이름을 지었으며, 후에 줄여서 부르게 되었다. 물병자리 남쪽에 놓여 있다.

## 별과 천체
조각가자리에는 3등급보다 밝은 별이 없다.
- 조각가자리 알파 (α Sculptoris): 조각가자리의 가장 밝은 별로 4.31 등급이며, 'SX Arietis' 형의 변광성이다. 이는 조각가자리가 우리은하의 남극을 포함하고 있으며, 별의 밀도가 매우 낮다는 점으로 설명된다.

### 성운과 성단
- 조각가자리 왜소은하: 국부 은하군의 일원이며, 국부 은하군에 가장 가까운 조각가자리 은하군의 일원이기도 하다.
  - 조각가자리 은하 (NGC 253): 막대나선은하로, 은하군 중 가장 큰 은하계이다. 조각가자리와 고래자리의 경계에 놓여 있다.
  - NGC 55: 불규칙 은하이다.

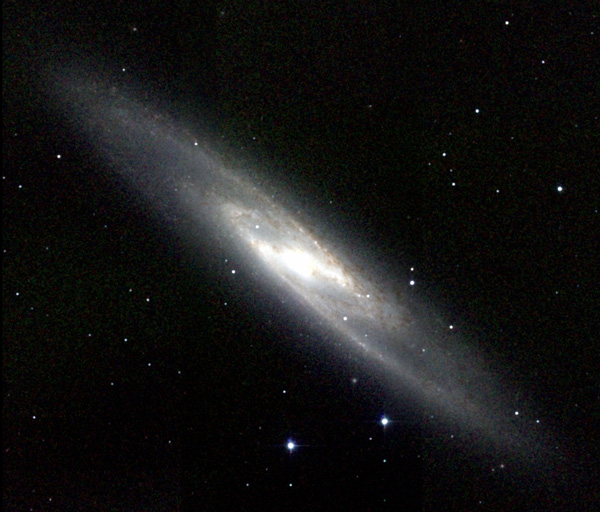
NGC253 막대나선은하
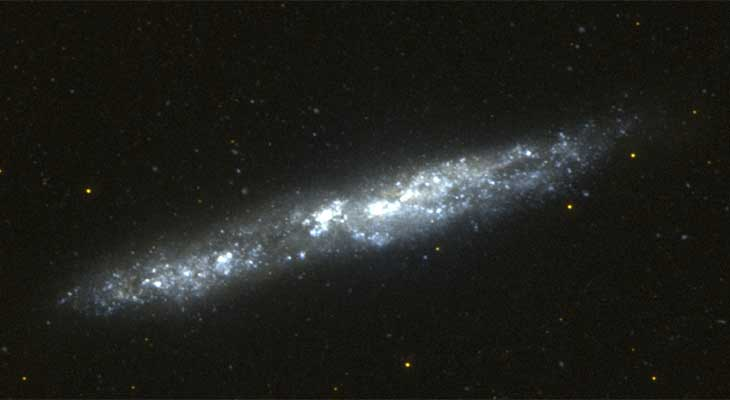
NGC55 불규칙 은하

## 신화와 역사

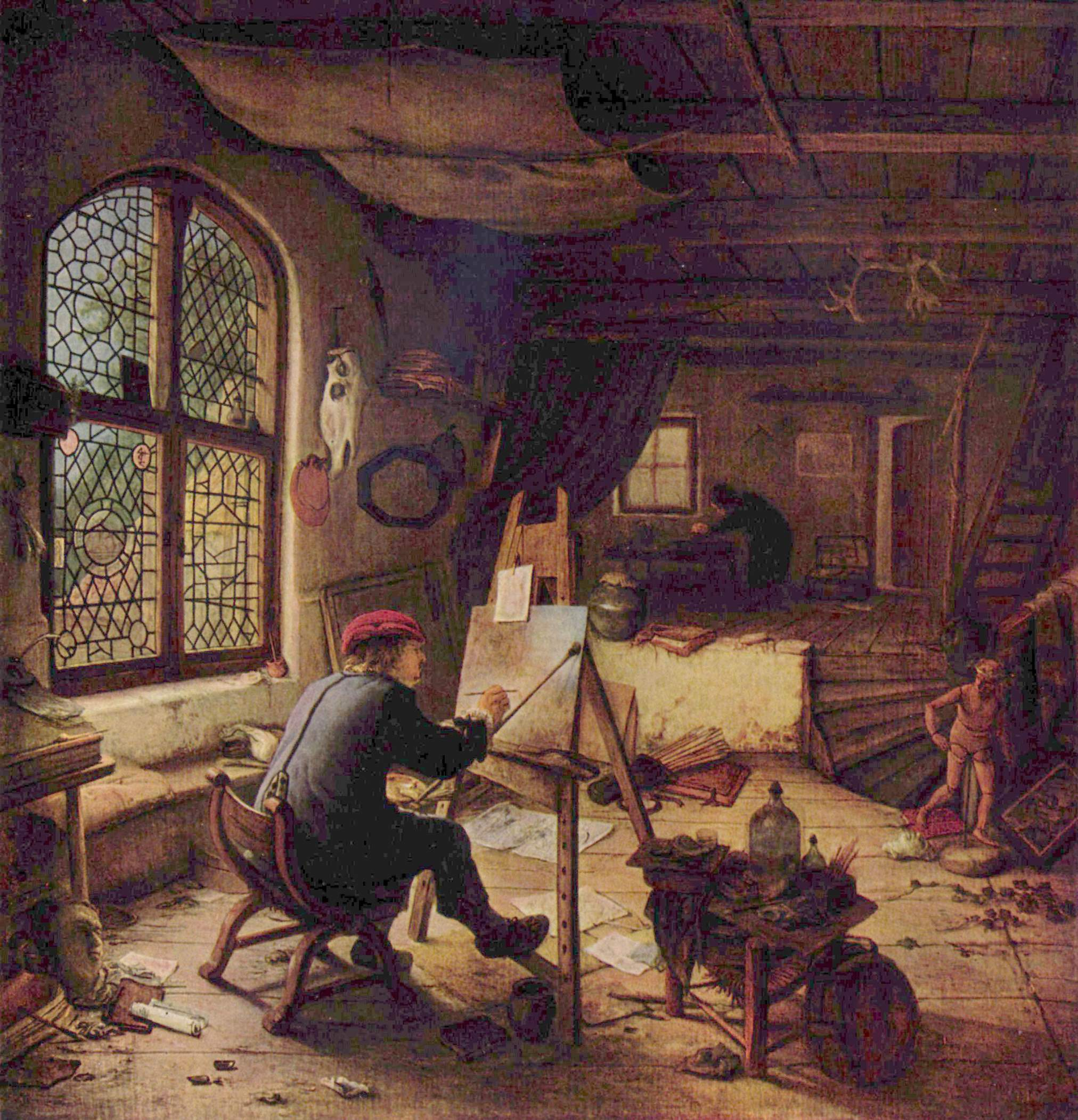
17세기의 작업실

17세기에 도입되어서, 관련된 신화는 없다.

## 같이 보기
- 조각칼자리
- 조각가자리 은하
- 화가자리